# 362

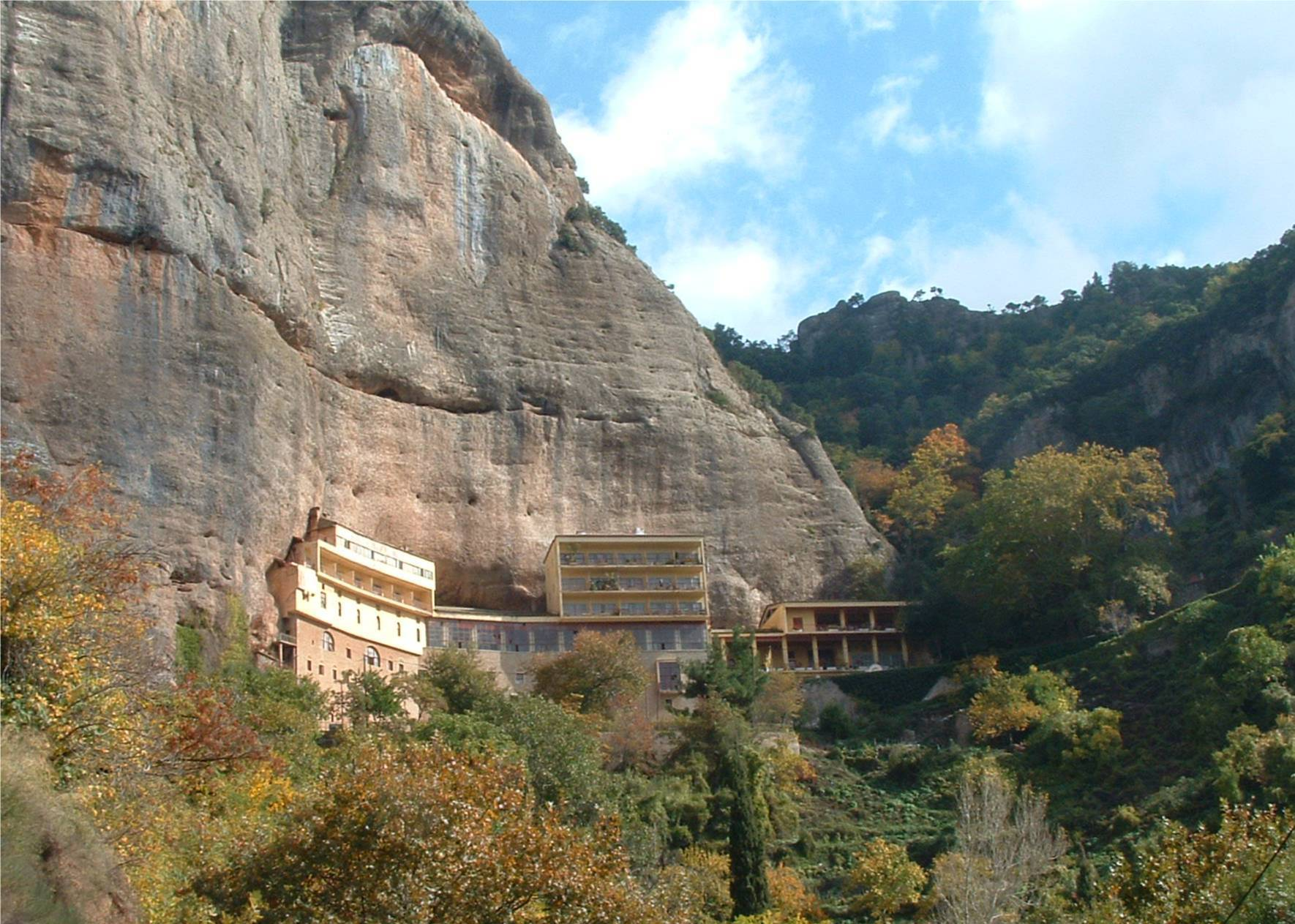
Mega Spileo (Griekenland)

Het jaar 362 is het 62e jaar in de 4e eeuw volgens de christelijke jaartelling.

## Gebeurtenissen

### Klein-Azië
- 4 februari - Keizer Julianus Apostata kondigt de godsdienstvrijheid af. Hij verbiedt aan de christenen retorica (welsprekendheid) en grammatica (systematiek van een taal) te leren. Op bevel van Julianus worden Johannes en Paulus geëxecuteerd. Ze worden martelaren voor het christelijk geloof.
- Julianus laat de oude tempels in het Romeinse Rijk herstellen evenals de Romeinse feesten en het brengen van offers aan de Romeinse goden. Hij laat geschriften uitgeven tegen het christendom en krijgt de bijnaam "Apostata" (= de Afvallige).
- De stad Nicea (huidige İznik) in Turkije wordt door een zware aardbeving getroffen.

### Brittannië
- Caradocus, hertog van Cornwall, wordt waarnemend koning van Brittannië.

### Europa
- Stichting van het klooster van Mega Spileo (Grote Spelonk) in het binnenland van de Peloponnesos. (datum volgens de legende)

### Egypte
- Athanasius keert terug uit ballingschap en roept in Alexandrië een concilie van bisschoppen bijeen, tijdens de vergadering wordt het apollinarisme veroordeeld.

### Syrië
- 18 juli - Julianus arriveert in Antiochië met een expeditieleger (60.000 man) en blijft er negen maanden om voorbereidingen te treffen voor een veldtocht tegen Perzië.
- 22 oktober - Het kolossale standbeeld van Apollo (gemaakt van goud) en zijn tempel, gelegen buiten Antiochië, worden door een mysterieus vuur verwoest.

## Geboren
- Mesrop Masjtots, Armeens theoloog, ontwerper van het Armeens alfabet (waarschijnlijke datum)

## Overleden
- Cyriacus van Jeruzalem, bisschop en martelaar
- Dafrosa, martelares
- Donatus van Arezzo, bisschop en heilige
- Dorotheus (107), bisschop van Tyrus
- Johannes en Paulus, martelaren (waarschijnlijke datum)
- Nestor van Gaza, martelaar (waarschijnlijke datum)
- Victor van Xanten, Romeins officier en martelaar